# .256 Gibbs Magnum
El .256 Gibbs Magnum es un cartucho de percusión central cuyo casquillo tiene forma de botella sin anillo, para ser usado en rifles de cerrojo, el cual es considerado obsoleto. Fue desarrollado por George Gibbs de Bristol e introducido en 1913.

## Diseño
El .256 Gibbs Magnum fue diseñado e introducido por George Gibbs en 1913 para su uso en sus propios rifles deportivos estilo Mauser , partiendo del casquillo del 6.5x57mm Mauser, al que se le justó el diámetro del cuello para lojar al proyectil.
La performance del .256 Gibbs Magnum es muy similar al 6,5×55mm Sueco. 
Un famoso entusiasta del .256 Gibbs Magnum fue Denis D. Lyell, quien usó un rifle de este calibre para cazar en África.   